# マルキーズ・デュ・パルク
マルキーズ・デュ・パルク（Marquise Du Parc, 本名 Marquise-Thérèse de Gorla 、1633年 - 1668年12月11日）は、フランスの女優。モリエールの劇団などで活躍した。絶世の美人であったと言われ、コルネイユ、ラシーヌ、モリエールら古典主義の三大作家をはじめ、様々な男性の心を惹きつけた。

## 生涯
裕福な商人の家に生まれる。父親であるジャコモ・ド・ゴルラは「オペラトゥール( Operator )」と呼ばれる、薬を売る商人で、1635年ごろからリヨンに居住していた。オペラトゥールが薬を売る際には、楽器演奏や中世風のファルスを演じたりして客集めから始めたため、大道芸とは切っても切り離せない関係にあった。マルキーズも幼いころから父親の商売を助けるために、こういった舞台に立っており、これがバレエの名手と呼ばれるための下地となっているとする説もある。
パリに次ぐフランス第2の都市であったリヨンには、数々の劇団が往来し、時に定着した。マルキーズも一時、この類の劇団に加入していたらしい。
モリエールの劇団がリヨンにやってきたのは、1652年12月のことである。そこでマルキーズは、ルネ・ベルトロ( Renè Berthelot )と出会い、1653年2月19日に結婚契約書を作成した。モリエールはその証人の1人である。2月23日に結婚式をサント＝クロワ教会で挙げた。ルネは使用人や召使の役を専門とする俳優で、芸名で「デュ・パルク」と名乗っていた。従って、マルキーズの芸名は「マドモアゼル・デュ・パルク( Mlle Du Parc )」となった。モリエールはマルキーズの美しさに惚れ込み、美貌を讃える詩を彼女に送っている。
マルキーズの父親はこの結婚に際して、持参金を3000リーヴル用意した。これはかなり裕福な市民でなければ用意できない金額で、ただの俳優どころか、流行の最先端を行く高級店舗を経営する商人との結婚さえも可能な額であった。しかしルネの方も、それなりの資産を有しており、マルキーズが役者の道を選んだのは、自分の意思に従ってのことであったことがここから窺える。
1653年、モリエールの劇団が、かつてモリエールと学友であったアルマン・ド・ブルボン (コンティ公)から招待を受けたため、それに伴ってコンティ公の別荘がある街、ペズナスへ赴いた。コンティ公はフロンドの乱で敗北して以降、居城にこもり、ひたすら快楽にふけっていた。この年、愛人であるカルヴィモン夫人を喜ばせるために劇団を呼び寄せて芝居を楽しもうと考えていたのだが、到着すると、すでに他の劇団がカルヴィモン夫人に贈り物をして契約に成功しており、コンティ公に冷たくあしらわれた。愛人の言いなりだったコンティ公には、モリエールの劇団はもはや関心がなかったのである。
旅費すら出してもらえそうにない態度に困ったモリエールは、仕方なくしばらくペズナスで芝居を行うことにした。コンティ公の秘書を務めていた詩人・サラザン(Jean=François Sarasin)はこの芝居を見て、マルキーズの美貌に惹かれ、何とかして劇団をこの地に留めたいと考えた。正直に「劇団を変えてください」などと言うわけにもいかないので、2つの劇団を競合するようにそそのかしてから、カルヴィモン夫人にモリエールの劇団の方が優れていることを説いて納得させたのだった。サラザンの計画は首尾よく進み、こうしてモリエールの劇団はコンティ公の庇護を獲得するに至った。これによって劇団の財政はますます安定し、人気も高まっていった。マルキーズの美貌が、劇団に貢献したのである。
1654年3月、長男が誕生、1658年には女の子を出産。1657年に突然のコンティ公の心変わりによって、モリエールの劇団は庇護を失ったが、もはや路頭に迷うような程度ではなくなっていた。すでにマルキーズは劇団の看板役者となっていたが、その夫である「グロ＝ルネ」も大活躍を見せていた。テキストは現存していないが、「ぼうやのグロ＝ルネ」とか「グロ＝ルネの嫉妬」などといった作品が制作されていることが、その証左である。
1658年、モリエールはパリ進出を目論んで、その下準備を進めていた。その一環として、パリと目と鼻の先にあるルーアンで成功を収めて、より一層の自信をつけようと考えていたのである。ルーアンにはコルネイユ兄弟が居住しており、モリエールの彼らに対する敬慕の情もルーアンに立ち寄った動機の1つであるという。
出産のために別行動をとっていたマルキーズは、劇団に遅れて1658年5月月末にルーアンに到着した。出産の疲れも一段落したマルキーズは、ジルベールの作品『ディアーヌとエンデュミオンの恋』のなかで夜の女神を演じた。この役を演じるマルキーズを見たコルネイユは恋の歌を彼女に捧げた。コルネイユ兄弟はすっかり夢中になり、マルキーズを熱心に口説いたが、兄のピエールは50歳を過ぎており、すでに当時では老人とも言える歳であった大作家に、マルキーズは冷たかった。弟のトマは兄ほど詩作の才能もなく、ほとんど相手にもされなかった。
こうしてルーアンを立ち、モリエールの劇団とともにパリに到着した。同年10月24日にルーヴル宮殿にて、国王ルイ14世の御前で公演を行い、大成功を収め、劇団はプチ・ブルボン劇場の使用権を獲得した。
1659年ころから、夫とともにマレー劇場の舞台に頻繁に立っていたが、1660年の復活祭までにはモリエールの劇団に戻ってきた。この行為の意味はよく分からないが、モリエールの配役に対する不満があったのではないかとする説がある。この頃劇団は、彼女と、カトリーヌ・ド・ブリー、マドレーヌ・ベジャールという3人の看板女優を抱えており、モリエールは彼女たちが配役に不満を抱いて対立しないように苦心していた。この件に関しては旧友であるシャペルからの勧告もあり、間違いないようだ。夫妻と入れ替わるように、マレー劇場の花形役者であったジョドレとその兄レピーがモリエールの劇団に加入しているので、何らかの取り決めがあったのかもしれない。1659年10月に女児を出産しているところを考えると、ほとんど舞台には立てなかったと思われる。
1661年にはモリエール初のコメディ=バレである「はた迷惑な人たち」が財務大臣ニコラ・フーケの命で制作され、彼の居城であるヴォー＝ル＝ヴィコント城で上演された。この上演はフーケ主催のパーティーの一環で、この催しには国王ルイ14世をはじめとして、王母アンヌ・ドートリッシュ、王弟フィリップ1世 (オルレアン公)、その妃ヘンリエッタ・アン・ステュアートなど、錚々たる貴賓が招かれていた。この上演をラ・フォンテーヌも見たようで、彼もまたマルキーズの魅力に心を打たれた一人ではないかとする説もあるが、確証はない。
「はた迷惑な人たち」は喜劇とバレエを組み合わせるという、新たな趣向を凝らして制作された戯曲であった。バレエはマルキーズの最も得意とするところであったので、この戯曲で役をこなすとともに、華麗なバレエの技を披露して観客を魅了したという。この戯曲はパレ・ロワイヤルでも市民に向けて公開された。
1663年1月、男児を出産。モリエールが名付け親となった。1664年1月のルーヴル宮殿における「強制結婚」の初演では、鮮やかな踊りを披露し、宮廷貴族たちに強い印象を与えたという。同年5月にヴェルサイユ宮殿にて開かれた催しにおいても美しいバレーを披露し、大評判を獲った。
1664年10月、夫のルネ・ベルトロが病死した。彼女は夫が亡くなるまでは、数々の誘惑を受けながらもそれに応じない、非常に貞節な女性であった。10月29日にサンジェルマン＝ロクセロワ教会での葬儀の後しばらくの間劇団は喪に服し、1665年の復活祭までは夫の給料もマルキーズに与えられることとなった。
ちょうどこの数か月前の1664年4月に、モリエールの劇団はラシーヌのデビュー作「ラ・テバイード」を上演にかけていた。モリエールはこの詩人の稀有な才能を見抜き、この作品を1か月に12回も上演するなど、並々ならぬ肩入れをしていた。1665年にはそれに引き続いて、第2作目「アレクサンダー大王」を初演したが、ラシーヌはその2週間後に同作をブルゴーニュ劇場に持ち込み、上演させてしまった。当時の暗黙の了解として「戯曲作品の出版までは、それを演じている劇団の利益を損ねるような競演はしない」というものがあったため、ラシーヌとモリエールの仲は一気に悪化し、モリエールはラシーヌに上演料を払わないまま、喧嘩別れとなってしまった。
ただ、ラシーヌには心残りがあった。モリエールの劇団で上演された「アレクサンドル大王」において、インドの女王アクシアーヌを演じたマルキーズが忘れられなかったのである。結局ラシーヌの引き抜きによって、1666年12月に初演が行われたモリエールの戯曲「メリセルト」を最後にマルキーズは退団し、ブルゴーニュ劇場に移籍した。
1667年、ラシーヌの悲劇「アンドロマック」においてヒロインに抜擢され、大成功を収めた。この成功によって、女優として最高のときを迎えるが、その1年後に急死した。堕胎の失敗による失血が原因となったらしい。彼女の葬儀の様子が詳細に伝わっているが、それによればラシーヌは息も絶え絶えに、泣きはらしていたという。半ば死んだ状態だったとも伝えられている。
ところが、死後11年が経過した1679年に再び世間の人々は彼女を思い出すこととなった。同年に発生した黒ミサ事件の中心人物として逮捕されたラ・ヴォワザンが「マルキーズはラシーヌによって毒殺された」と、とんでもない供述をし始めたからである。当時の政府当局者たちがこの証言を重大視したおかげで、すでに演劇界から引退していたラシーヌは裁判所に召喚され、特別審問に付されるなど、逮捕寸前にまで追い詰められた。どのように逮捕を回避したかは伝わっていないが、おそらくルイ14世に直接訴えたものと思われる。結局、この「毒殺嫌疑事件」は解決されないまま迷宮入りとなった。

## 人物評
「はた迷惑な人たち」を見たジャン・ロレは次のような評を遺した:
舞踊に長けていたことは、死後『メルキュール・ド・フランス』誌に掲載された以下の評によって裏付けられる:
しかし一方で、ニコラ・ボアロー＝デプレオーによるこのような評もある:
喜劇では成功を収めたマルキーズであったが、悲劇ではまだまだ教えるべきことがたくさんあったのだろう。ボアローは悲劇を演劇の最高ジャンルとして考えていたので、下手な役者に見えたのかもしれない。
モリエールの戯曲「ヴェルサイユ即興劇」第1景には次のようなシーンがある:

デュ・パルク嬢:まあ、私だったらこんな役は下手にしか演じられないわ。何故あなたがこんなもったいぶった女の役をくれるのか分からないわ。

モリエール:これは驚いた、その口ぶりは「女房学校批判」の時の配役に文句をつけたのと同じだね。でも、あなたの役作りは素晴らしかったし、あなたの演技が最高だったのは衆目の一致するところさ。この役立って同じ。本当だとも。あなたは自分思う以上にうまく演じるに決まってるよ。

デュ・パルク嬢:どうしてそうなるの？私ほど気取らない女はいないじゃないの。
モリエール:そのとおり。だからこそあなたは、自分の気質と正反対の人物を見事に演じて、あなたが優秀な女優だと人々にますますはっきり理解させることになるのさ。

「ヴェルサイユ即興劇」は「女房学校」を巡って勃発した論争において制作された戯曲で、芝居制作の舞台裏を見せつつ、敵対者たちを攻撃する内容となっている。即ちこの戯曲の台詞は、現実的な裏付けのあるものと考えられる。この場面においては、彼女の優れた演技力と、表裏のないまっすぐな性格が窺える。
こういった評は現存しているものの、資料は乏しく、彼女の人物像についてはほとんどわからない。類稀な美貌を持ち、どのような男性にも愛嬌を振りまいたので男性の心をよく掴んでいたようだ。

## エピソード
- 夫であったルネ・ベルトロは、結婚した時にはすでにモリエールの劇団の人気俳優で、その体型から「グロ=ルネ(太っちょのルネ)」なる愛称がつけられていた。モリエールは彼を題材に、2作品執筆しているが、両作品とも現存していない。太めであってもかなりの美男子で、陽気な性格であったらしい[5][41]。

- コンティ公の庇護を獲得するにあたって、協力者となったサラザンの動機について、当時の同僚で、後にヴァランスの司教となったコスナックは「マルキーズ・デュ・パルクに恋をしてしまったからだ」と単刀直入に述べている[42]。

- コルネイユ兄弟は、マルキーズを題材とした詩を20編近く書き上げている。このうちのすべてがコルネイユのものであるかどうかは疑問の余地がある[43]。

- 1997年にはフランスにて、彼女を題材とした映画「女優マルキーズ（英語版）」が制作された。1998年には日本でも公開されたが、この映画は虚実を巧みに織り交ぜて作られた映画で、すべてが史実に基づいているわけではない。冒頭のデュ・パルクとの出会いと、結婚に関する描写は、かなり正確である[44][45]。

## 主な演じた役
- 特に断りがない場合はモリエールの作品。
  - 粗忽者 - ヒポリット (1653年)
  - 恋人の喧嘩 - アスカーニュ (1656年)
  - ディアーヌとエンディミオンの恋 - 夜の女神 (1657年) ※ジルベール作
  - スガナレル：あるいはコキュにされたと思った男 - セリー (1660年)
  - ドン・ガルシ・ド・ナヴァール - エルヴィール (1661年)
  - 亭主学校 - レオノール (1661年)
  - はた迷惑な人たち - クリメーヌ (1661年)
  - 女房学校批判 - クリメーヌ (1663年)
  - ヴェルサイユ即興劇 - マルキーズ※本人役 (1663年)
  - 強制結婚 - ドリメーヌ (1664年)
  - エリード姫 - アグランテ (1664年)
  - ドン・ジュアン (戯曲) - ドンヌ・エルヴィール (1665年)
  - 人間嫌い - アルシノエ (1666年)
  - メリセルト - メリセルト (1666年)
  - アンドロマック - アンドロマック (1667年) ※ラシーヌ作

## 題材にした作品
- 女優マルキーズ（フランス語版）（原題：Marquise） - 1997年のフランス映画。マルキーズの半生を描いた伝記映画。主演はソフィー・マルソー。